# 2020年東京パラリンピックのタジキスタン選手団
2020年東京パラリンピックのタジキスタン選手団は、2021年8月24日から9月5日まで日本の東京で開催された2020年東京パラリンピックタジキスタン選手団の名簿。

## 選手団
- 人員: 選手 1人
- 開会式旗手: アクマル・コディロフ

## 種目別選手・スタッフ名簿及び成績

### 陸上
| 選手                 | 種目           | 結果  | 順位 |
| -------------------- | -------------- | ----- | ---- |
| アクマル・コディロフ | 男子砲丸投 F63 | 8.44m | 9位  |